# Hans Mossel
Henri Emile (Hans) Mossel (Amsterdam, 24 december 1905 – Auschwitz, 4 augustus 1944) was een Nederlands klarinettist en saxofonist.

## Biografie

### Jaren 1905-1935
Hans Mossel werd geboren in een muzikale joodse familie. Hij was een zoon van cellist Isaäc Mossel (1870-1923) en pianiste Jeannette Belinfante (1868-1925). Max Mossel, vioolpedagoog, was een oom, en celliste Bertha Belinfante (1880-1933) een tante. Mossel bracht zijn jeugd door in Laren, waar hij met zijn ouders woonde aan de Velthuijsenlaan. Hij leerde al op jonge leeftijd piano te spelen. Zijn belangstelling voor jazz werd door zijn vader gestimuleerd. Rond 1923 speelde hij als drummer en als pianist in de "Larensche Jazz Band". Enkele jaren later vormde hij zijn eigen band, “The Indian Jazz Band”. Saxofonist, trompettist en arrangeur Klaas van Beeck (1903-1979) deed ook mee. In 1931 trad Mossel in dienst van de vooraanstaande Duits-Joodse violist en orkestleider Marek Weber en vertrok naar Duitsland. Weber werd echter het doelwit van de nazi's die zijn muziek bestempelden als Entartete Musik en daarom vertrok Weber rond 1933 naar de Verenigde Staten. Mossel keerde terug naar Amsterdam.

### Jaren 1935-1944
Hans Mossel behoorde tot de toonaangevende klarinettisten en saxofonisten van Europa. In 1935 nam hij de Amsterdamse muziekhandel van Sally Wijnberg over. In die tijd vroeg de AVRO hem hun dansorkest te leiden. Beide activiteiten wist Mossel zonder problemen te combineren tot 1938, toen hij zich volledig ging toeleggen op de muziekhandel. In 1939 trouwde hij met de niet-Joodse Ada Elizabeth van Ollefen. Zij kregen twee kinderen. Kort na het begin van de Tweede Wereldoorlog werd het leven voor Hans Mossel echter moeilijk. In 1941 kreeg hij een speelverbod opgelegd en mocht ook zijn zaak niet meer voortzetten. Gemengd-gehuwde Joodse mensen werden vrijgesteld van deportatie naar concentratiekampen of vernietigingskampen. Dit betekende dat hij in zijn persoonsbewijs niet alleen een Joden-stempel had staan, maar ook een Sperr-stempel. Hij werd echter wel in 1943 als gemengd gehuwde Joodse man door de Duitse bezetters verplicht om op Schiphol te werken om onder andere bomkraters te dichten. Schiphol werd namelijk door de Duitse bezetter gebruikt als militair vliegveld met de naam Fliegerhorst 561, waardoor het door de geallieerden geregeld zwaar werd gebombardeerd. Op 13 december 1943 wierpen 199 Amerikaanse vliegtuigen circa 1600 bommen  op Fliegerhorst 561. Hierdoor werd dit vliegveld onbruikbaar voor de Duitsers.  
De Joodse mannen mochten tijdens de geallieerde bombardementen niet schuilen, terwijl niet-Joodse arbeiders dat wel mochten. Toen in februari 1944 zes Joodse mannen, onder wie Hans Mossel en Wolf Willy Fuldauer (1907-1945), even pauzeerden in een greppel, werden ze door een Duitse officier beschuldigd van sabotage. Op 9 maart 1944 werd Mossel vervolgens overgebracht naar het kamp Westerbork waar hij terechtkwam in strafbarak B.67. Mossel werd eind maart 1944 gedeporteerd naar het concentratiekamp Auschwitz-Monowitz, ook Auschwitz III genoemd, het laatste van de drie grote kampen van Auschwitz in Polen. Auschwitz III was een concentratiekamp waar het chemische bedrijf IG Farben en de staal- en wapenfabrikant Krupp Stahl hun dwangarbeiders vandaan haalden. Hans Mossel werd te werk gesteld bij IG Farben. De gemiddelde levensverwachting van de dwangarbeiders bij IG Farben was drie tot vier maanden. Op 4 augustus 1944 overleed Hans Mossel ten gevolge van dysenterie, door uitputting en ontberingen. Zijn leven is beschreven door Herman Openneer.